# Betty Curtis
Betty Curtis, echte naam Roberta Corti (Milaan, 21 maart 1936 - Lecco, 15 juni 2006) was een Italiaanse zangeres.
Ze deed in 1959 mee aan het San Remo Festival met Nessuno, twee jaar later won ze de wedstrijd met Al di là en mocht zo naar het Eurovisiesongfestival waar ze vijfde werd.

Ze nam nog twee keer deel aan het San Remo Festival; in 1965 met Invece en in 1967 met È più forte di me.

In juni 2005 verscheen haar verzamelalbum Le piú belle canzoni.
Betty Curtis overleed op 70-jarige leeftijd; ze was al geruime tijd ziek.
1956: Franca Raimondi + Tonina Torrielli · 
1957: Nunzio Gallo · 
1958: Domenico Modugno · 
1959: Domenico Modugno · 
1960: Renato Rascel · 
1961: Betty Curtis · 
1962: Claudio Villa · 
1963: Emilio Pericoli · 
1964: Gigliola Cinquetti · 
1965: Bobby Solo · 
1966: Domenico Modugno · 
1967: Claudio Villa · 
1968: Sergio Endrigo · 
1969: Iva Zanicchi · 
1970: Gianni Morandi · 
1971: Massimo Ranieri · 
1972: Nicola di Bari · 
1973: Massimo Ranieri · 
1974: Gigliola Cinquetti · 
1975: Wess & Dori Ghezzi · 
1976: Al Bano & Romina Power · 
1977: Mia Martini · 
1978: Ricchi e Poveri · 
1979: Matia Bazar · 
1980: Alan Sorrenti · 
1983: Riccardo Fogli · 
1984: Alice & Battiato · 
1985: Al Bano & Romina Power · 
1987: Umberto Tozzi & Raf · 
1988: Luca Barbarossa · 
1989: Anna Oxa & Fausto Leali · 
1990: Toto Cutugno · 
1991: Peppino di Capri · 
1992: Mia Martini · 
1993: Enrico Ruggeri · 
1997: Jalisse · 
2011: Raphael Gualazzi · 
2012: Nina Zilli · 
2013: Marco Mengoni · 
2014: Emma Marrone · 
2015: Il Volo · 
2016: Francesca Michielin · 
2017: Francesco Gabbani · 
2018: Ermal Meta & Fabrizio Moro · 
2019: Mahmood · 
2021: Måneskin · 
2022: Mahmood & Blanco · 
2023: Marco Mengoni · 
2024: Angelina Mango · 
2025: Lucio Corsi
- Bibliothèque nationale de France: cb14167802q (data)
- International Standard Name Identifier: 0000 0001 0976 9789
- Library of Congress Control Number: no2006009748
- MusicBrainz: a0d8d88d-718d-43d5-9d90-d850b157e31c
- Istituto Centrale per il Catalogo Unico: TSAV466811
- SNAC: w6b72qwf
- Virtual International Authority File: 58827153
- WorldCat: E39PBJdMgmKbjrtM34tVyY3hHC